# A Hand of Bridge

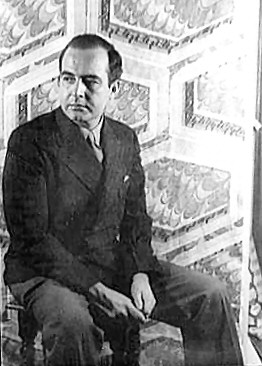
Samuel Barber im Jahr 1944

A Hand of Bridge (Uma Mão de Bridge) é uma ópera em um ato e com 9 minutos de duração, composta por Samuel Barber (1910-1981) e libreto de Giancarlo Menotti (1911-2007). Narra a história de dois casais amigos que se encontram todas as noites para jogar bridge e, em meio ao jogo, expressam seus pensamentos. Os personagens principais são David, um promissor advogado e sua esposa, uma dona de casa amargurada pelas traições do marido. O casal de amigos subsequente são Sally e Bill, suburbanos e sem graça.
A sua primeira representação teve lugar no Festival dei Due Mondi em Spoleto, em 17 de junho de 1959.
Andy Warhol, que era amigo de Barber, desenhou a capa da trilha sonora da ópera.